# Les végétaux Utiles de l'Afrique Tropical Française
Les végétaux Utiles de l'Afrique Tropical Française (abreviado Vég. Utiles Afrique Trop. Franç.) es un libro con ilustraciones y descripciones botánicas que fue escrito por el botánico, pteridólogo y briólogo francés Auguste Jean Baptiste Chevalier y publicado en 10 fascículos en los años 1905 a ?, con el nombre de Vegetaux Utiles de l'Afrique Tropicale Francaise; Etudes Scientifiques et Agronomiques.